# Фолиотина синеножковая
Фолиотина синеножковая (лат. Pholiotina cyanopus) — вид грибов, входящий в род Фолиотина (Pholiotina) семейства Больбитиевые (Bolbitiaceae). Некоторыми исследователями виды этого рода переносятся в род Коноцибе (Conocybe).

## Таксономия

### Синонимы
- Conocybe cyanopus (G.F. Atk.) Kühner, 1935
- Galerula cyanopus G.F. Atk., 1918basionym

## Описание
- Шляпка 0,7—2,5 см в диаметре, в молодом возрасте полушаровидной формы, затем слабо расширяющаяся до выпуклой, со слабо разлинованным, покрытым немногочисленными остатками покрывала, краем, гладкая или слабо морщинистая, обычно ржаво-коричневого цвета.
- Мякоть беловатого или светло-коричневого цвета, без особого вкуса и запаха.
- Гименофор пластинчатый, пластинки у молодых грибов приросшие к ножке, ржаво-коричневого цвета, с белыми, покрытыми мелкими хлопьями, краями.
- Ножка 2—4 см длиной и 0,1—1,5 см толщиной, центральная, шелковисто-волокнистая по всей длине, белая, с возрастом и при прикосновении сереющая и буреющая в верхней части, сине-зелёного цвета в нижней.
- Споровый порошок ржаво-коричневого цвета. Споры 6,5—11×4,8—5,8 мкм, эллиптической формы или слабо асимметричные, тонкостенные, гладкие, с порой прорастания, неамилоидные. Базидии четырёхспоровые, булавовидные, 18,3—25,9×7,3—8,8 мкм. Хейлоцистиды гиалиновые, тонкостенные, 14,6—38,7×6,6—14,6 мкм. Плевроцистиды отсутствуют.
- Обладает галлюциногенными свойствами. Содержит беоцистин, псилоцин и псилоцибин.

## Ареал и экология
Этот вид известен из западной и восточной Северной Америки. Произрастает небольшими группами на полянах и лужайках, нередко вместе с представителями рода Psilocybe.